# Propriedade quantitativa
Uma propriedade quantitativa é um atributo que existe em uma escala de magnitudes, podendo ser medido. Medidas de quaisquer propriedades particulares quantitativas são expressas em uma grandeza específica, referida como uma unidade, multiplicado por um número. Exemplos de grandezas físicas são distância, massa e tempo. Muitos atributos nas ciências sociais, incluindo as habilidades e traços de personalidade, também são estudadas como propriedades quantitativas e princípios.